# Avram Glazer
Avram Avie Glazer es parte de la familia Glazer, la cual controla la First Allied Corporation y la Zapata Corporation, los Tampa Bay Buccaneers de la NFL y el club de fútbol Manchester United de la Premier League inglesa. Su familia está asentada en Florida, sin embargo, Avram reside en Nueva Orleans, Luisiana.
En 1982, Avram Glazer recibió un Grado en Administración de Empresas por parte de la Universidad Washington en San Luis; asimismo, recibió uno en Derecho por parte del Washington College of Law de la Universidad Americana en Washington D. C. También ha cursado estudios en la Universidad de Pekín en Pekín y la Universidad de Fudan en Shanghái, China.

## Trayectoria ejecutiva

### Manchester United
Actualmente la familia Glazer son dueños del club de fútbol Manchester United de la Premier League de Inglaterra.

### Corporativos
Es el número 67 de los millonarios en la revista estadounidense FORBES.
Él es también el presidente del consejo de administración, gerente y director ejecutivo de Zapata Corporation, fundada por George H. W. Bush. Anteriormente fue presidente y director ejecutivo tanto de Safety Components International como de Omega Protein Corporation. También fue un antiguo miembro de la junta directiva de Specialty Equipment Corporation.